# Frei Confaloni
Giuseppe Confaloni (Viterbo, Itália, 1917 - Goiânia, Goiás, 1977) foi um pintor e professor italiano que se radicou em Goiânia a partir de 1952.

## Vida
Nascido em 1917, na cidade italiana de Viterbo, foi ordenado frei dominicano em Florença. Foi convidado por um bispo brasileiro, Cândido Penzo, para pintar 15 afrescos na Igreja do Rosário na cidade de Goiás, então conhecida como Vila Boa, onde se estabelece como pároco. Em 1952, muda-se para Goiânia, onde ajuda a fundar a Escola Goiana de Belas Artes e a Faculdade de Arquitetura da Universidade Católica de Goiás, onde lecionou. Morreu em 1977, aos 60 anos, vítima de um enfisema pulmonar.